# Doença por vírus Ébola
A doença por vírus Ébola (DVE), também denominada no Brasil por doença por vírus ebola, é uma doença infeciosa causada pelo vírus Ébola que afeta seres humanos e outros mamíferos. Os sintomas têm início de duas a três semanas após contrair o vírus, manifestando-se inicialmente por febre, garganta inflamada, dores musculares e dores de cabeça. Estes sintomas são seguidos por vómitos, diarreia e exantema, a par de insuficiência hepática e renal. Nesta fase, a pessoa infetada pode apresentar hemorragias internas e externas. Em caso de morte, esta geralmente ocorre entre 6 a 16 dias após o início dos sintomas e na maior parte dos casos deve-se à diminuição da pressão arterial resultante da perda de sangue.
O vírus pode ser adquirido através de contacto com o sangue ou outros fluidos biológicos de um ser humano ou animal infetado. A transmissão por via aérea ainda não foi documentada em ambiente natural. Acredita-se que o reservatório natural seja o morcego-da-fruta, o qual é capaz de propagar o vírus sem ser afetado. Os humanos são infetados pelo contacto direto com os morcegos ou com animais que foram infetados pelos morcegos. Uma vez estabelecida a infeção humana, a doença pode-se também disseminar entre determinada população. Os sobreviventes do sexo masculino continuam a ser capazes de transmitir a doença através do sémen durante cerca de dois meses. Para o diagnóstico de DVE, são primeiro excluídas doenças com sintomas semelhantes, como a malária, cólera ou outras febres hemorrágicas virais. Para confirmar o diagnóstico são examinadas amostras de sangue para a presença de anticorpos virais, ARN viral ou do próprio vírus.
O controlo de um surto exige a coordenação entre vários serviços médicos, a par de um determinado nível de envolvimento da comunidade. Entre os serviços médicos necessários estão a rápida deteção e diagnóstico de pessoas de risco, rápido acesso a serviços de laboratório adequados, tratamento adequado dos infetados e gestão adequada dos mortos através de cremação ou enterro. A prevenção passa por diminuir o risco de propagação da doença entre animais infetados e seres humanos. Isto pode ser feito através do uso de vestuário de proteção ao manusear carcaças de animais suspeitas ou garantindo que toda a carne é plenamente cozinhada antes de ser consumida. Durante o contacto com pessoas com a doença, deve também ser usado vestuário de proteção adequado e as mãos devem ser frequentemente lavadas. As amostras de tecidos e fluidos corporais de pessoas infetadas devem ser manuseadas com especial precaução.
Não está ainda disponível qualquer tratamento específico para a doença. Os cuidados de apoio envolvem a terapia de reidratação oral (administração de água ligeiramente doce e salgada) ou terapia intravenosa, sendo capazes de melhorar o prognóstico da doença. A doença apresenta elevado risco de morte, matando entre 25% e 90% das pessoas infetadas, com média de 50%. A DVE foi identificada pela primeira vez numa região do Sudão e no Zaire, atual República Democrática do Congo. A doença geralmente ocorre em surtos em regiões tropicais da África subsariana. Entre 1976, ano em que foi pela primeira vez identificada, e 2013, a Organização Mundial de Saúde reportou um total de 1716 casos. O maior surto verificado até hoje foi o surto de ébola na África Ocidental de 2014, que atualmente afeta a Guiné-Conacri, a Serra Leoa e a Libéria. Estão em curso medidas para desenvolver uma vacina, embora ainda não exista nenhuma. Em 2017, cientistas da Universidade de Queensland, na Austrália, desenvolveram um tratamento eficaz, rápido e económico para o vírus Ébola usando anticorpos de cavalos.

## Sinais e sintomas

Sintomas do ébola.

Os sinais e sintomas do ébola geralmente têm início de forma súbita ao longo de um estágio inicial semelhante à gripe e caracterizado por fadiga, febre, dor de cabeça e dores nas articulações, musculares e abdominais. Vómitos, diarreia e anorexia são também sintomas comuns. Entre os sintomas menos comuns estão a inflamação da garganta, dores no peito, soluços, falta de ar e dificuldade em engolir. Em cerca de metade dos casos os pacientes apresentam exantema maculopapular.
O tempo médio entre o momento em que se contrai a infeção e a primeira manifestação de sintomas é de entre 8 a 10 dias, mas pode ocorrer entre 2 e 21 dias. Os primeiros sintomas de DVE podem ser semelhantes aos de malária, dengue ou outras doenças tropicais, antes de a doença progredir para a fase hemorrágica.

### Fase hemorrágica
Todas as pessoas infetadas mostram sintomas do envolvimento do sistema circulatório, como coagulopatia. Durante a fase hemorrágica, as primeiras hemorragias internas ou subcutâneas podem se manifestar através de olhos avermelhados ou pela presença de sangue no vómito. Em cerca de 40-50% dos casos verificam-se relatos de hemorragias nas pregas da pele e das mucosas; por exemplo, no sistema digestivo, nariz, vagina e gengivas. Entre os tipos de hemorragias associados à doença estão a presença de sangue no vómito, na tosse e nas fezes. As hemorragias intensas são raras e geralmente restritas ao sistema digestivo. Geralmente, a evolução para sintomas hemorrágicos é um indicador do agravamento do prognóstico e a perda de sangue pode provocar a morte.

## Causas
A DVE é provocada por quatro das cinco espécies de vírus classificadas no género Ebolavirus, família Filoviridae, ordem Mononegavirales. Estas quatro espécies são o ébola-Zaire, ébola-Sudão, ébola-Bundibugyo e o ébola-Costa do Marfim. O quinto vírus, a espécie Reston, não aparenta provocar a doença em seres humanos. Durante um surto, as pessoas em maior risco são os profissionais de saúde e aqueles em contacto com os infetados.

### Transmissão

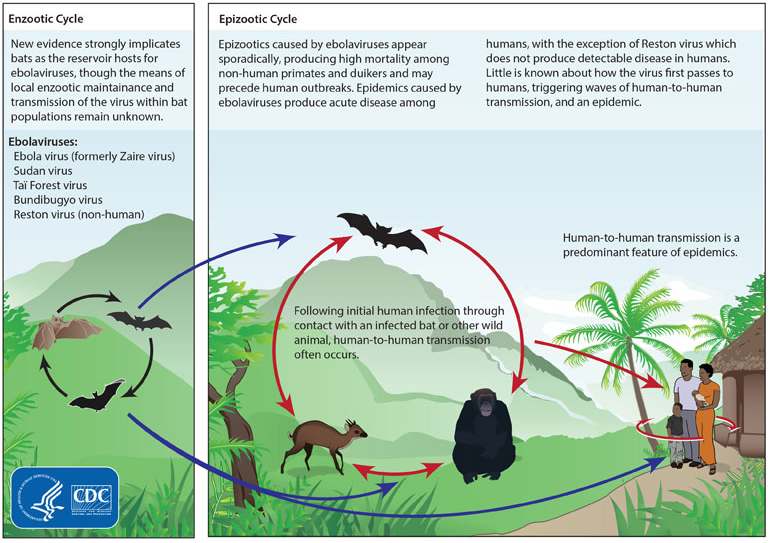
Ciclo de vida do vírus do ébola.

A transmissão entre seres humanos ocorre apenas através do contacto direto com sangue ou fluidos corporais de uma pessoa infetada, inclusive durante o embalsamamento de um cadáver, ou através do contacto com objetos contaminados pelo vírus, particularmente agulhas e seringas. O ebolavírus pode também ser transmitido pela saliva, muco, vómito, fezes, suor, lágrimas, leite materno, urina e sémen. Entre as vias de entrada estão o nariz, a boca, olhos, feridas abertas, cortes ou abrasões na pele. A transmissão de outros animais para o ser humano ocorre apenas através do contacto com, ou do consumo de, um animal infetado, como o morcego-da-fruta ou macaco. O potencial de disseminação de uma infeção de DVE em países com sistemas médicos eficazes, com medidas corretas de isolamento, é baixo, uma vez que a doença só é transmitida através do contacto com secreções de alguém que mostre sinais de infeção.
A potencialidade que determinada pessoa apresenta para propagar a doença é geralmente limitada, uma vez que o indivíduo se encontra doente o suficiente para evitar viajar durante a fase infeciosa da doença. Uma vez que a possibilidade de transmissão por via aérea é geralmente excluída, a possibilidade de transmissão entre passageiros aéreos que não se sentem lado a lado é igualmente excluída. Uma vez que os cadáveres continuam a ser contagiosos, alguns rituais de enterro tradicionais podem contribuir para propagar a doença. Acredita-se que cerca de dois terços dos casos de infeções na Guiné durante o surto de 2014 foram contraídos por contacto desprotegido ou mal protegido com cadáveres durante estes rituais. Entre os sobreviventes, o sémen mantém-se contagioso durante até sete semanas. Ainda não é suficientemente claro como ocorre o início de um surto. Acredita-se que a infeção inicial ocorra com a transmissão do ebolavírus para um ser humano, através do contacto com os fluidos corporais de um animal infetado.
Os profissionais de saúde que não usem vestuário de proteção apropriado apresentam um risco acrescido de contrair a doença. Verificou-se que no passado as transmissões em meio hospitalar em África se deveram à reutilização de agulhas e inexistência de medidas de precaução universais.
A doença não é transmitida por via aérea de forma natural. No entanto, pode ser transmitida através de gotículas inaláveis de 0,8–1,2 micrómetros produzidas em laboratório. Devido a esta potencial via de transmissão, esses vírus são classificados como armas biológicas de categoria A. Recentemente, observou-se que o vírus é capaz de ser transmitido sem contacto entre porcos e primatas não humanos.
Os morcegos descartam fruta parcialmente ingerida, a qual é depois recolhida e comida por mamíferos terrestres como os gorilas. Esta cadeia de eventos constitui um possível meio de transmissão indireta entre o hospedeiro natural e as populações animais, pelo que a investigação se tem focado na saliva dos morcegos. Entre outros fatores, a produção de fruta e o comportamento animal variam consoante o local e a época, o que pode desencadear surtos ocasionais entre as populações animais quando se reúnem as condições propícias.

### Reservatórios naturais

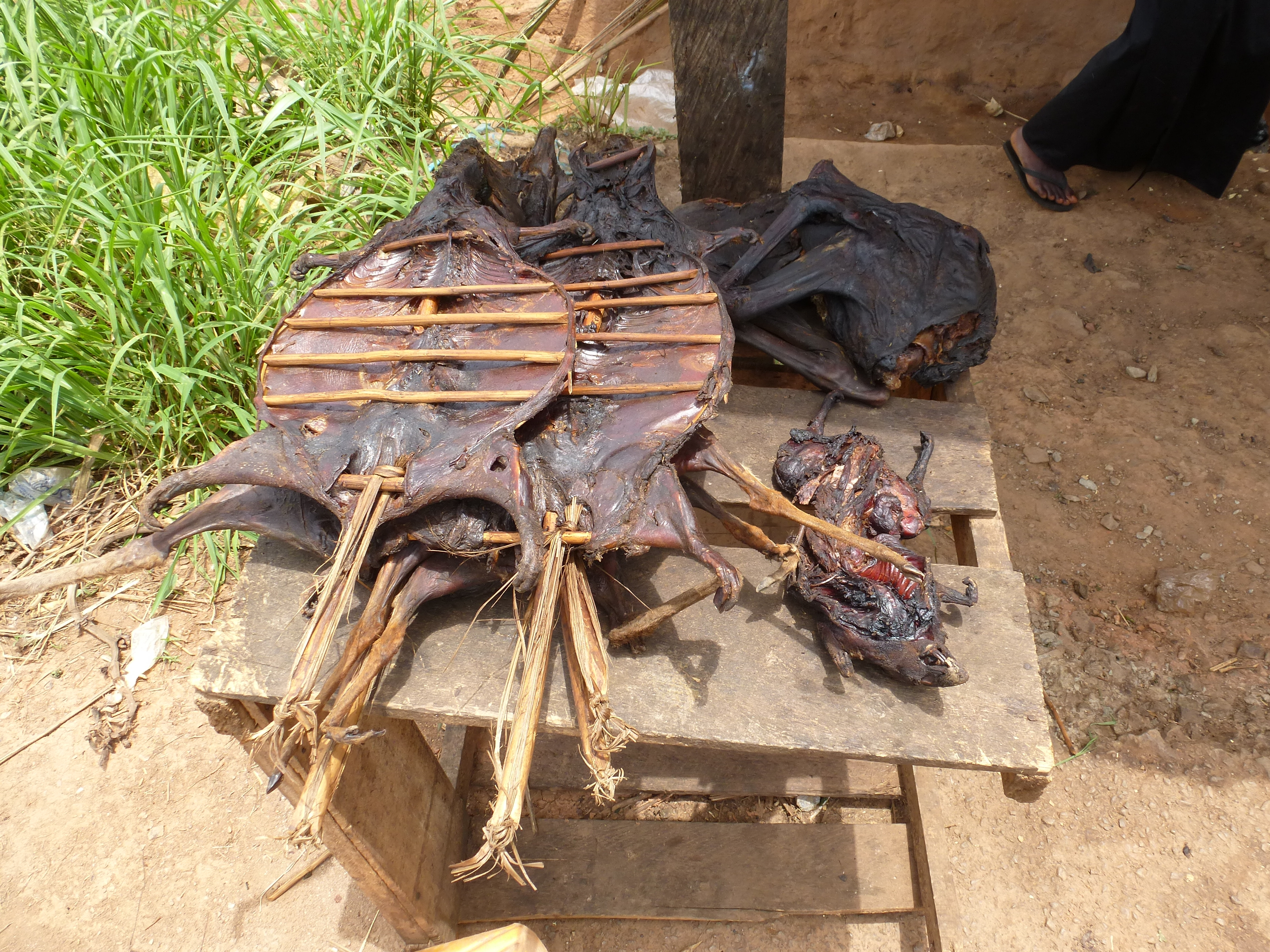
Cozinhado de carne de animais selvagens no Gana. A prática de consumo de animais selvagens em África tem sido associado à transmissão de doenças para o ser humano, entre as quais o ébola.

Considera-se que sejam os morcegos o reservatório natural mais provável, tendo também sido consideradas as plantas, os artrópodes e as aves. Sabe-se que a fábrica de algodão onde tiveram início os primeiros casos dos surtos de 1976 e 1979 era o habitat de vários morcegos, os quais também estão implicados nas infeções por vírus de Marburg em 1975 e 1980. De 24 espécies de plantas e 19 espécies de vertebrados inoculadas de forma experimental com o vírus Ébola, só os morcegos é que foram infetados. A ausência de sinais clínicos nestes morcegos é característica das espécies reservatório. À data de 2005, tinham sido identificadas três espécies de morcegos-da-fruta em contacto com o vírus — Hypsignathus monstrosus, Epomops franqueti e Myonycteris torquata. Estas espécies são agora suspeitas de serem o hospedeiro reservatório do vírus do ébola. Foram encontrados anticorpos contra o ébola-Zaire e os vírus Reston em morcegos no Bangladexe, identificando-se assim potenciais hospedeiros na Ásia.
Entre as amostras de 30 000 mamíferos, aves, répteis, anfíbios e artrópodes recolhidas em regiões de surtos entre 1976 e 1998, não foi detectado qualquer ebolavírus para além de alguns vestígios genéticos em seis roedores (Mus setulosus e Praomys) e um musaranho (Sylvisorex ollula) recolhidos na República Centro-Africana. Durante os surtos de 2001 e 2003 foram detectados vestígios de vírus de ébola nas carcaças de gorilas e chimpanzés, que mais tarde se tornaram a fonte de infeções em seres humanos. No entanto, a elevada mortalidade da infeção presente nestas espécies faz com que seja improvável que sejam o reservatório natural.
Geralmente, a transmissão entre o reservatório natural e os seres humanos é rara, e em cada surto é possível identificar o caso de origem, no qual alguém manuseou carcaças de gorilas, chimpanzés ou Cephalophinae. Os morcegos-da-fruta são também uma fonte alimentar em algumas regiões da África ocidental, onde são fumados, grelhados ou usados na preparação de sopa.

### Virologia
Estrutura

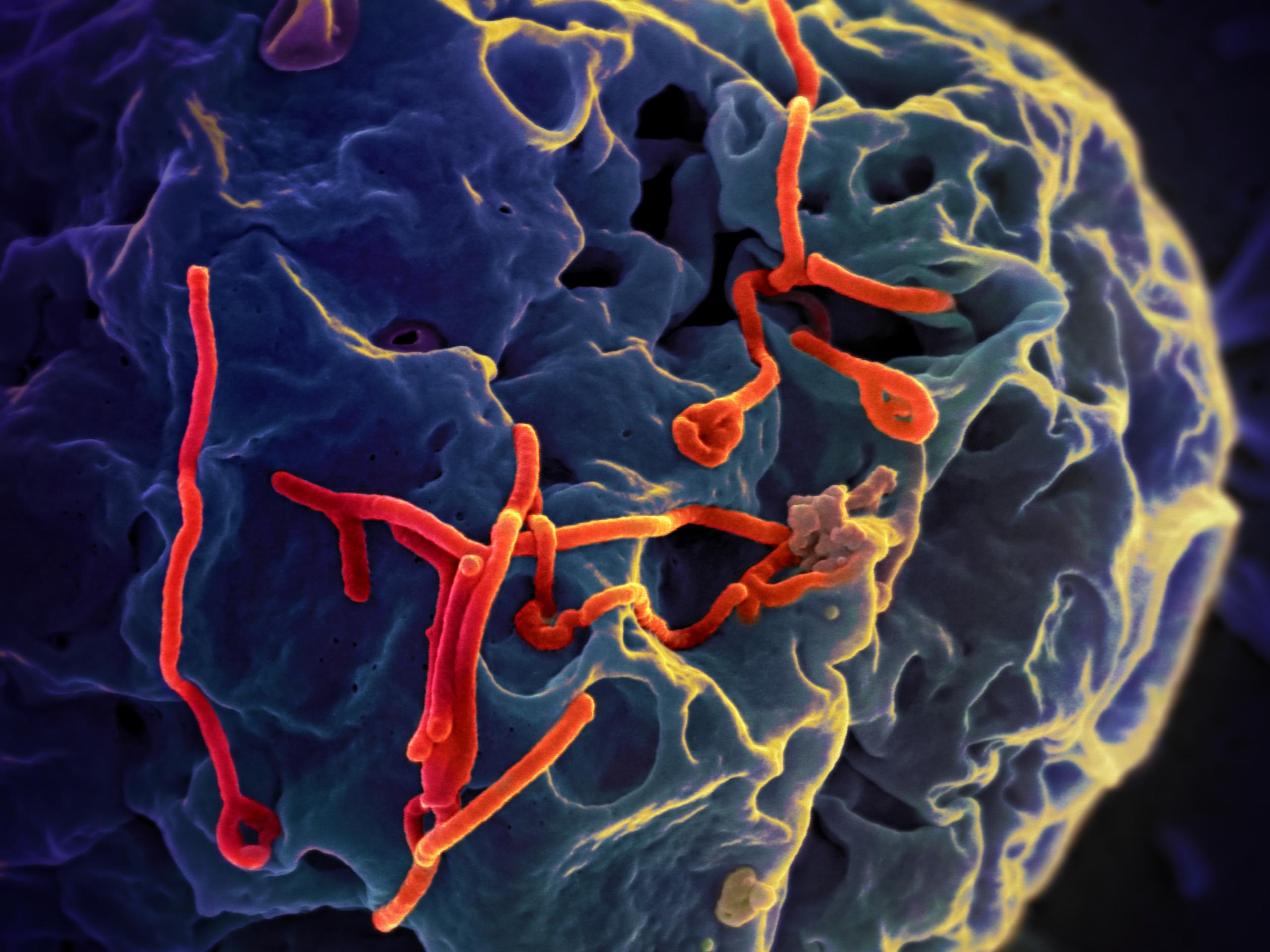
Micrografia eletrônica de varredura do vírus de ébola (em vermelho) sobre a superfície de uma célula de cultivo.

O ebolavírus é um filovírus (o outro membro desta família é o vírus Marburg), com forma filamentosa, com 14 micrômetros de comprimento e 80 nanômetros de diâmetro. O seu genoma é de RNA fita simples de sentido negativo (é complementar à fita codificante). O genoma é protegido por capsídeo, é envelopado e codifica sete proteínas.
Há três tipos: ébola–Zaire (EBO–Z), ébola–Sudão (EBO–S), com mortalidades de 83% e 54% respectivamente, e a estirpe ébola–Reston, que foi descoberta em 1989 em macacos Macaca fascicularis importados das Filipinas para os Estados Unidos, tendo infetado alguns tratadores por via respiratória.
Replicação
O período de incubação do vírus ébola dura de 5 a 7 dias se a transmissão for parenteral e de 6 a 12 dias se a transmissão for de pessoa a pessoa. O início dos sintomas é súbito com febre alta, calafrios, dor de cabeça, anorexia, náusea, dor abdominal, dor de garganta e prostração profunda. Em alguns casos, entre o quinto e o sétimo dia de doença, aparece exantema de tronco, anunciando manifestações hemorrágicas: conjuntivite hemorrágica, úlceras sangrentas em lábios e boca, sangramento gengival, hematemese (vômito com presença de sangue) e melena (hemorragia intestinal, em que as fezes apresentam sangue). Nas epidemias observadas, todos os casos com forma hemorrágica evoluíram para morte. Nos períodos epidêmicos e de surtos, a taxa de letalidade variou de 50 a 90%. Seu contágio pode ser por via respiratória ou contato com fluidos corporais de uma pessoa infectada.

## Fisiopatologia

Esquema fisiopatológico.

Os principais alvos da infeção são as células endoteliais, os fagócitos mononucleares e os hepatócitos. Após a infeção, é sintetizada uma glicoproteína segregada (sGP) denominada glicoproteína do vírus do ébola (GP). A replicação do vírus do ébola ultrapassa a própria síntese proteica das células infetadas e das defesas imunitárias do hospedeiro. A GP forma um complexo trimérico, o qual liga o vírus às células endoteliais que revestem a superfície interior dos vasos sanguíneos. A sGP forma um dímero proteico que interfere com a sinalização dos neutrófilos (um tipo de glóbulos brancos), o que permite ao vírus esquivar-se do sistema imunitário inibindo os primeiros passos da ativação dos neutrófilos. Estes glóbulos brancos também atuam como contentores para o transporte do vírus pelo corpo do hospedeiro, depositando-o nos gânglios linfáticos, fígado, pulmões e baço.
A presença de partículas virais e de danos nas células resultantes da gemulação provocam a libertação de citocinas, as quais são as moléculas de sinalização para a febre e inflamação. O efeito citopático da infeção nas células endoteliais provoca a perda da integridade vascular. Esta perda é posteriormente agravada devido à síntese de GP, o que reduz as integrinas específicas responsáveis pela coesão celular na estrutura intercelular, e devido às lesões no fígado, que provocam coagulopatia.

## Diagnóstico
O historial médico da pessoa, em particular o historial recente de viagens, trabalho e exposição à vida selvagem, são critérios importantes para se suspeitar de um diagnóstico de DVE. O diagnóstico é confirmado através do isolamento do vírus, detectando o seu ARN ou proteínas, ou detectando no sangue da pessoa os anticorpos do vírus. Isolar o vírus é mais eficaz durante a fase inicial e após a morte, enquanto que a detecção dos anticorpos é eficaz em estágios avançados e nas pessoas em recuperação. O isolamento do vírus é realizado em cultura celular; o ARN viral é detectado através de reação em cadeia da polimerase (PCR) e as proteínas são detectadas através do teste ELISA.
Durante um surto, geralmente não é praticável isolar o vírus. Assim, os métodos de diagnóstico mais comuns são a deteção de proteínas em tempo real (PCR e ELISA), os quais podem ser realizados no terreno ou em hospitais de campanha. É possível observar e identificar os filoviriões em culturas celulares através do microscópio eletrónico devido à sua forma filamentosa característica, embora a microscopia electrónica não seja capaz de distinguir entre os vários filovírus.

### Classificação

Árvore filogenética com a comparação entre o ebolavirus e o marburgvirus. Os números indicam a percentagem de confiança nos ramos.

Os géneros Ebolavirus e Marburgvirus foram inicialmente classificados como espécies do hoje em dia obsoleto género Filovirus. Em março de 1998, foi proposto no Comité Internacional de Taxonomia de Vírus alterar o género Filovirus para a família Filoviridae com dois géneros específicos: ebolavírus e marburgvírus, proposta implementada entre 2001 e 2002.
As taxas de modificação genética do ébola são cerca de cem vezes mais lentas do que a gripe A em seres humanos, mas na mesma magnitude das da hepatite B. Isto levanta a hipótese de os ebolavírus e marburgvírus terem divergido há alguns milhares de anos. No entanto, os fósseis genéticos dos filovírus encontrados em mamíferos indicam que a família em si remonta a, pelo menos, dezenas de milhões de anos. Têm sido encontrados no genoma do hamster-chinês vírus fossilizados que são estreitamente relacionados com os ebolavírus.

### Diagnóstico diferencial
Os sintomas da febre hemorrágica ébola são semelhantes aos da doença de Marburg. A doença pode também ser confundida com diversas doenças comuns na África equatorial, como outras febres hemorrágicas virais, malária, febre tifóide, disenteria bacteriana, doenças rickettsianas como o tifo epidémico, cólera, sepse gram-negativa ou doença de Lyme.

## Prevenção

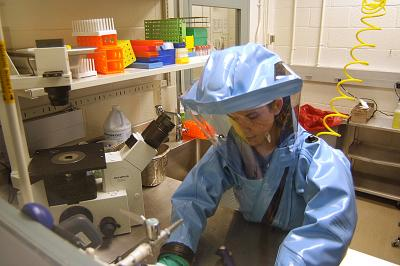
Análise de um vírus de ébola com proteção de vestuário pressurizado de modo a evitar eventuais infeções.

### Alterações comportamentais
Os vírus Ébola são contagiosos, pelo que a prevenção envolve fundamentalmente precauções comportamentais, equipamento de proteção individual e desinfeção. As técnicas para evitar a infeção englobam evitar o contacto com sangue ou secreções corporais infetadas, incluindo as dos mortos. Isto implica detectar e diagnosticar a doença durante a fase inicial e usar medidas de precaução universais para todos os pacientes. Entre as medidas recomendadas durante o tratamento de pessoas suspeitas de estarem infetadas estão o uso de vestuário de proteção adequado, como máscaras, luvas, batas, óculos, esterilização e isolamento do equipamento. A lavagem das mãos é igualmente importante, mas pode ser difícil em regiões onde a disponibilidade de água é escassa.
Devido à inexistência de equipamento adequado e práticas de higiene, as epidemias em larga escala têm ocorrido principalmente em regiões isoladas e pobres, sem hospitais modernos ou equipas médicas com formação adequada. As autoridades têm também desencorajado alguns rituais fúnebres tradicionais, em particular os que envolvem o embalsamamento do corpo. As tripulações de companhias aéreas que voam para estas regiões são geralmente treinadas para identificar o ébola e isolar pessoas que apresentem os sintomas da doença.

### Quarentena
A quarentena é geralmente eficaz na diminuição da velocidade de propagação. As autoridades geralmente colocam de quarentena as áreas onde a doença ocorre ou as pessoas que possam estar infetadas. O número reduzido de estradas ou meios de transporte pode ajudar a diminuir a velocidade de propagação em África. Durante o surto de 2014, a Libéria encerrou todas as escolas.

### Vacina
Não está atualmente disponível qualquer vacina para os seres humanos. Os candidatos mais proeminentes são vacinas ADN ou vacinas derivadas de adenovírus, vírus da estomatite vesicular (VSIV) ou de partículas semelhantes a vírus (VLP). As vacinas ADN, de adenovírus e VSIV passaram à fase de ensaio clínico. As vacinas têm-se mostrado eficazes na proteção de primatas não humanos. A imunização demora seis meses, o que não permite que as vacinas sejam usadas como medida de controlo de epidemias.

## Tratamento

### Indicado

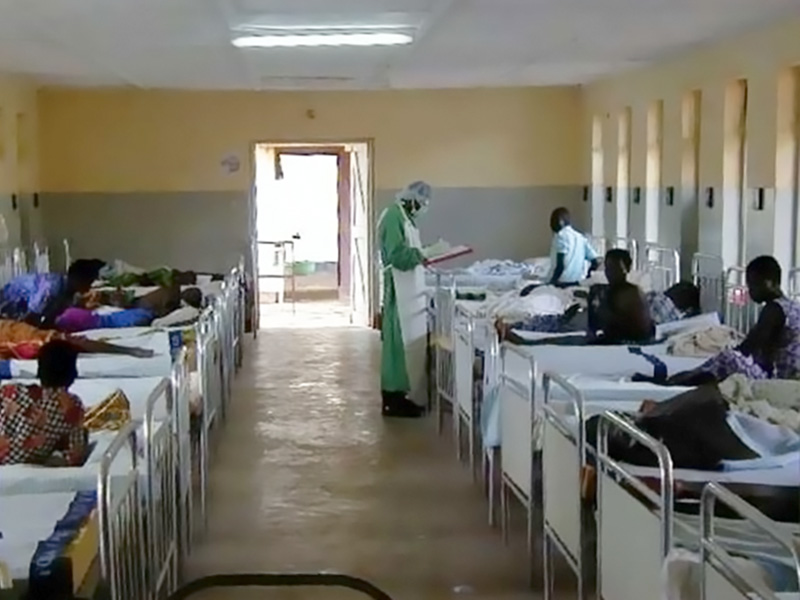
Ala de quarentena no Uganda, durante o surto de outubro de 2000

Não existe atualmente qualquer tratamento aprovado para o vírus ébola. O tratamento é fundamentalmente de natureza paliativa. Entre as medidas estão a gestão da dor e medicamentos para o enjoo, febre e ansiedade, assim como a administração de líquidos por via oral ou intravenosa. Podem também ser administrados derivados do sangue, como hemácias, plaquetas ou plasma. Têm também sido tentados outros reguladores da coagulação, como a heparina, para impedir a coagulação intravascular disseminada e factores de coagulação, de modo a diminuir a hemorragia. Têm sido muitas vezes usados medicamentos para a malária e infeções bacterianas, uma vez que na fase inicial o diagnóstico geralmente não é conclusivo. O tratamento durante a fase inicial da doença pode aumentar as hipóteses de sobrevivência.

### Experimental
Estão atualmente a ser estudados diversos tratamentos experimentais. Nos Estados Unidos e durante o surto de 2014, a Food and Drug Administration permitiu que dois fármacos, o ZMapp e um RNA interferente denominado TKM-Ebola, fossem usados em pessoas infetadas com o ébola mediante condições muito restritas. Estão também a ser realizados testes com animais com um fármaco experimental denominado BCX4430, com o intuito de vir a ser uma possível terapia em seres humanos.
Em 2015, duas vacinas experimentais, uma da GlaxoSmithKline e outra da NewLink Genetics Corporation, num estudo clínico que está sendo realizado na Libéria, "parecem ser seguras". As duas vacinas estão sendo testadas para verificar a segurança e eficácia em mais de 600 voluntários na Libéria. Com base nos resultados encorajadores, o estudo avança para a próxima fase de testes. Os voluntários serão acompanhados por pelo menos um ano para determinar quanto tempo a resposta imunológica perdura.

## Prognóstico
A doença apresenta uma taxa de mortalidade elevada, frequentemente entre 50 e 90%. No caso de uma pessoa infetada sobreviver, a recuperação é geralmente rápida e completa. No entanto, nos casos de maior duração ocorrem muitas vezes complicações com problemas a longo prazo, como inflamação dos testículos, dores nas articulações, dores musculares, esfoliação da pele ou perda de cabelo. Têm também sido observados sintomas oculares, como sensibilidade à luz, epífora, uveíte, corioretinite ou cegueira. Os vírus de ébola são capazes de persistir no sémen de alguns sobreviventes até sete semanas, o que possibilita o contágio através de relações sexuais.

## Epidemiologia

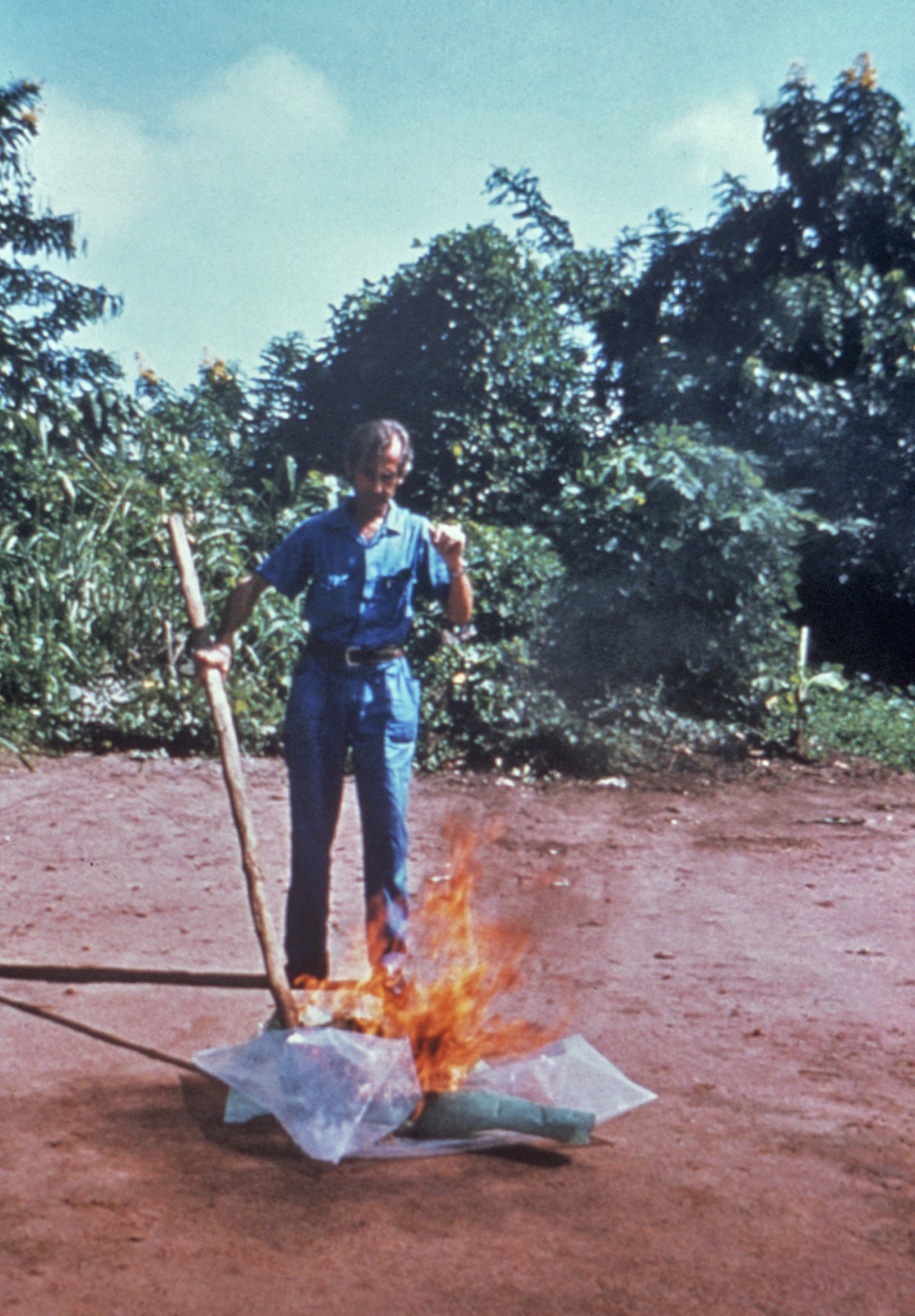
Trabalhador do CDC incinera lixo hospitalar no Zaire em 1976.

A doença geralmente ocorre em surtos em regiões tropicais da África subsariana. De 1976, quando foi identificado pela primeira vez, até 2013, a Organização Mundial de Saúde relatou 1 716 casos confirmados. O maior surto já registrado é da África Ocidental em 2014, que está afetando Guiné, Serra Leoa, Libéria e Nigéria. Em 13 de agosto, 2 127 casos tinham sido identificados, com 1 145 mortes confirmadas.

### 1976
O primeiro caso identificado de ébola foi registrado em 26 de agosto de 1976, em Yambuku, uma pequena vila rural no distrito de Mongala, no norte da República Democrática do Congo (então conhecida como Zaire).
O paciente zero foi o diretor da escola da vila, Mabalo Lokela, que visitou uma área perto da fronteira com a República Centro-Africana, ao longo do rio Ebola, entre 12 e 22 agosto. Em 8 de setembro ele morreu por conta do que viria a ser conhecido como o vírus Ébola, do gênero Ebolavirus.
Posteriormente, foram relatados vários outros casos, quase todos centrados no hospital de Yambuku. 318 casos e 280 mortes (taxa de mortalidade de 88%) ocorreram no Zaire.
O surto de ébola foi contido com a ajuda da Organização Mundial da Saúde (OMS) e com o transporte da força aérea congolesa, colocando em quarentena moradores, esterilizando equipamentos médicos e fornecendo roupas de proteção.
O vírus responsável pelo surto inicial, que primeiro acreditou-se ser o vírus de Marburg, mais tarde foi identificado como um novo tipo de vírus relacionado ao Marburg e nomeado por conta do rio Ebola, nas proximidades.
Outro ebolavirus, a espécie de vírus Sudão, também foi identificado no mesmo ano, quando um surto ocorrido no Sudão afetou 284 pessoas e matou 151.

### 1995-2013

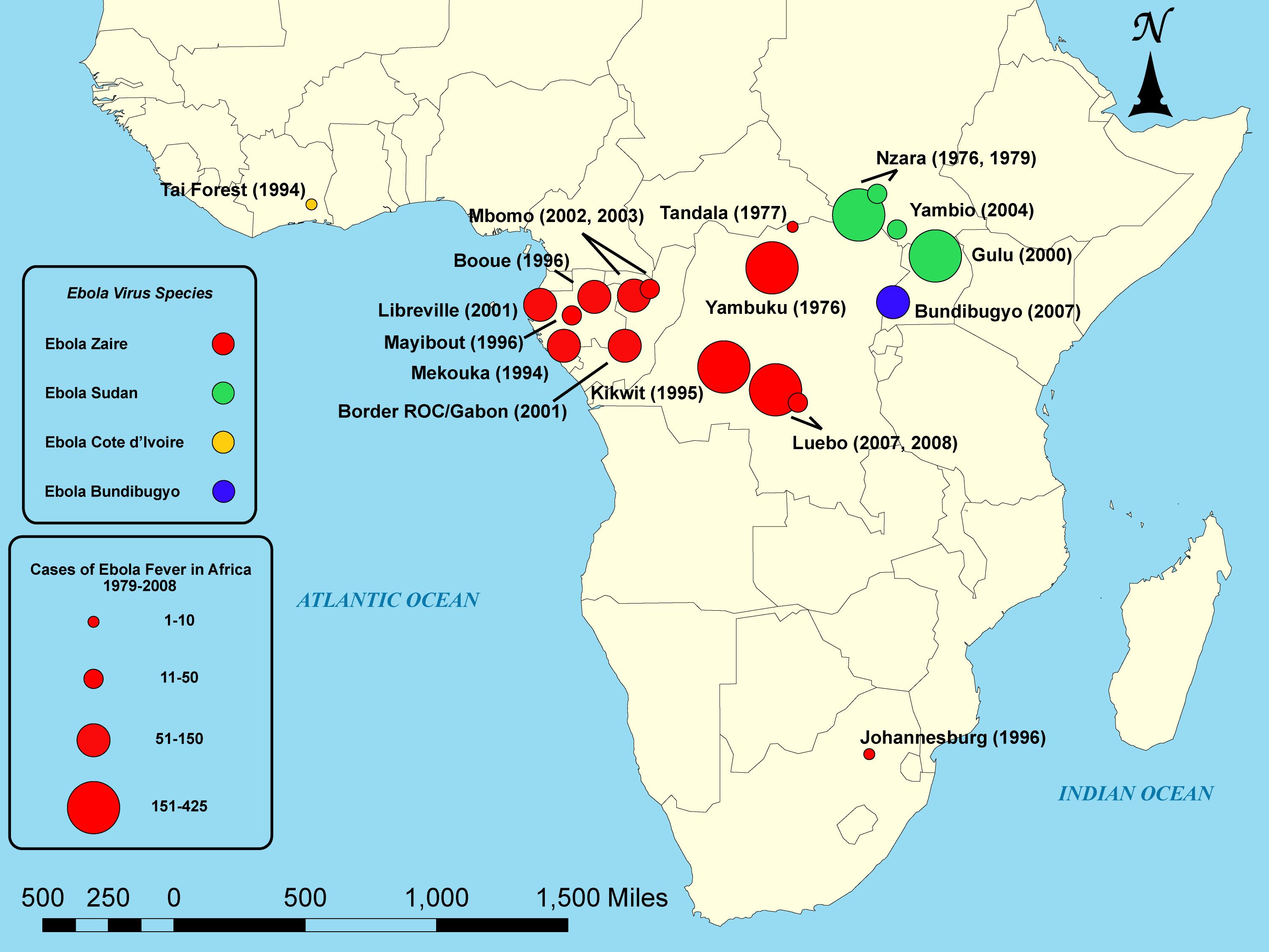
Casos de ebola em África entre 1979 e 2008.

O segundo grande surto ocorreu em 1995, na República Democrática do Congo, afetando 315 e matando 254. O próximo grande surto ocorreu em Uganda em 2000, afetando 425 e matando 224; neste caso, o vírus do tipo Sudão foi a espécie de ebolavirus responsável pelo surto. Em 2003, houve um surto na República do Congo que afetou 143 e matou 128, uma taxa de mortalidade de 90%, a mais alta até o momento.
Em agosto de 2007, 103 pessoas foram infectadas por uma suspeita de surto de febre hemorrágica, na aldeia de Kampungu, na República Democrática do Congo. O surto começou após os funerais de dois chefes de aldeia e 217 pessoas em quatro aldeias adoeceram. O surto de 2007 acabou afetando 264 pessoas e resultou na morte de 187.
Em 30 de novembro de 2007, o Ministério da Saúde de Uganda confirmou um surto de ébola no distrito de Bundibugyo, no oeste do país. Após a confirmação de amostras testadas pelo Centro de Controle e Prevenção de Doenças, a OMS confirmou a presença de uma nova espécie de ebolavirus, que ficou com o nome provisório de Bundibugyo. A OMS relatou 149 casos desta nova versão do vírus e 37 que resultaram em mortes.
A OMS confirmou dois pequenos surtos em Uganda em 2012. O primeiro surto afetou 7 pessoas e resultou na morte de quatro e o segundo afetou 24, resultando na morte de 17. A variante Sudão foi responsável por ambos os surtos.
Em 17 de agosto de 2012, o Ministério da Saúde da República Democrática do Congo relatou um surto da variante Bundibugyo na região leste. Além de sua descoberta, em 2007, esta foi a única vez que esta variante foi identificada como sendo o responsável por um surto. A OMS revelou que o vírus havia adoecido 57 pessoas e tirado a vida de 29. A causa provável do surto foi caça de animais selvagens por moradores locais em torno das cidades de Isiro e Viadana.

### Surto de 2014
Em março de 2014, a Organização Mundial de Saúde (OMS) informou um grande surto de ébola na Guiné, um país da África Ocidental; é o maior já registrado e o primeiro registrado na região. Os pesquisadores rastrearam a eclosão do surto a uma criança de dois anos que morreu no dia 6 de dezembro de 2013.

Países da África Ocidental que foram afetados pelo surto de 2014.

Em 8 de agosto de 2014, a OMS declarou a epidemia uma emergência de saúde pública internacional. Instando o mundo a oferecer ajuda às regiões afetadas, o diretor-geral disse que "os países afetados até o momento simplesmente não têm a capacidade de gerenciar um surto desta dimensão e complexidade por conta própria. Exorto a comunidade internacional a prestar este apoio com base mais urgente possível." Em meados de agosto de 2014, a organização Médicos Sem Fronteiras denunciou a situação na capital da Libéria, Monróvia, como "catastrófica" e que "deteriorava a cada dia". Eles relatam que os temores de ébola entre os membros das equipes médicas e os pacientes fechou grande parte do sistema de saúde da cidade, o que deixou muitas pessoas sem tratamento para outras doenças.  No final de agosto de 2014, a doença se espalhou para a Nigéria.
Em 6 de setembro de 2014, 4 293 casos suspeitos, incluindo 2 296 mortes, haviam sido notificados; no entanto, a Organização Mundial de Saúde disse que esses números podiam ser muito subestimados. Além disso, o surto resultou em mais de 120 mortes de trabalhadores de saúde, em parte devido à falta de equipamentos e longas horas de exposição. Em 8 de setembro de 2014, a OMS alertou que o número de novos casos na Libéria estava aumentando exponencialmente e aumentaria em "muitos milhares" nas três semanas seguintes.
Além do custo humano, o surto tem corroído severamente as economias dos países afetados. Em agosto de 2014, tentativas de conter o surto foram decretadas, como a colocação de tropas em estradas para isolar as áreas infectadas e impedir aqueles que podem estar infectados de sair e espalhar ainda mais a propagação do vírus. Em setembro, com o fechamento das fronteiras, o cancelamento de voos das companhias aéreas, a evacuação de trabalhadores estrangeiros e um colapso do comércio transfronteiriço, os déficits nacionais da Guiné, Serra Leoa e Libéria foram ampliando-se até o ponto que o Fundo Monetário Internacional (FMI) cogitou expandir o seu apoio financeiro aos três países. A OMS, a Médicos Sem Fronteiras e os profissionais de saúde das Nações Unidas criticaram as restrições de viagem, dizendo que não se justificavam e potencialmente podiam agravar a crise na região. Um relatório do Financial Times sugeriu que o impacto econômico do surto poderia matar mais pessoas do que o próprio vírus.

### Surto de 2018 na Província do Equador
Em 14 de maio de 2018, a OMS confirmou que a República Democrática do Congo tinha reportado 39 casos suspeitos, prováveis ou confirmados de Ébola entre 4 de abril e 13 de maio do mesmo ano, incluindo 19 mortes. Cerca de 393 pessoas suspeitas de terem contactado com a doença estavam a ser seguidas. O surto centrou-se na província do Equador, incluindo a cidade de Mebandaca. O ministério da saúde congolês aprovou o uso de uma vacina experimental. Em 13 de maio de 2018, o diretor-geral da OMS, Tedros Adhanom Ghebreyesus, visitou Bikoro. O controlo e as medidas de contenção foram atrasadas pela imprecisão dos mapas da região. O surto de 2018 na RDC foi declarado como terminado em 24 de julho de 2018.

### Surto de 2018–20 em Quivu
Em 1 de agosto de 2018 foi declarado um surto de ébola na província de Quivu do Norte da República Democrática do Congo. Foi o 10º surto de ébola a ser declarado e o primeiro localizado numa zona de conflito militar, com milhares de refugiados na região. Em novembro do mesmo ano tinham já morrido da doença cerca de 200 congoleses, cerca de metade dos quais na cidade de Beni, onde ocorriam confrontos entre grupos armados pelo domínio da extração mineira que impediram a prestação de assistência médica.
Em março de 2019 este surto tornou-se o segundo maior surto de ébola alguma vez registado, com mais de 1 000 casos. A insegurança continuava a ser o principal impedimento a uma resposta adequada. À data de 4 de junho de 2019, a OMS tinha registado 2 025 casos confirmados e prováveis e 1 357 mortes. Em junho de 2019, duas pessoas morreram de ébola no vizinho Uganda.
Em julho de 2019, um homem infetado tinha viajado para Goma, onde viviam mais de dois milhões de pessoas. Uma semana mais tarde, em 17 de julho de 2019, a OMS declarou o surto uma emergência de saúde pública internacional, a quinta vez que tal declaração foi feita pela organização. Um porta-voz do governo afirmou que cerca de metade dos casos de ébola permaneciam por identificar, acrescentando que o surto poderia prolongar-se por mais até três anos.

### Surto de 2021 na Guiné
Em fevereiro de 2021, o Dr. Sakoba Keita, chefe da agência nacional de saúde da Guiné, confirmou que 3 pessoas morreram de ébola na região sudeste, perto da cidade de Nzérékoré. Outras 5 pessoas também tiveram resultado positivo. O Dr. Keita também confirmou que mais testes estavam em andamento, e as tentativas de rastrear e isolar outros casos começaram. Em 14 de fevereiro, o governo guineense declarou uma epidemia de ébola.
Uma pessoa que sobreviveu ao grande surto de ébola na África Ocidental entre 2014 e 2016 pode ter abrigado o vírus por cinco anos antes que passasse para outra pessoa e desencadeasse o atual surto na Guiné.

## Investigação

### Medicamentos

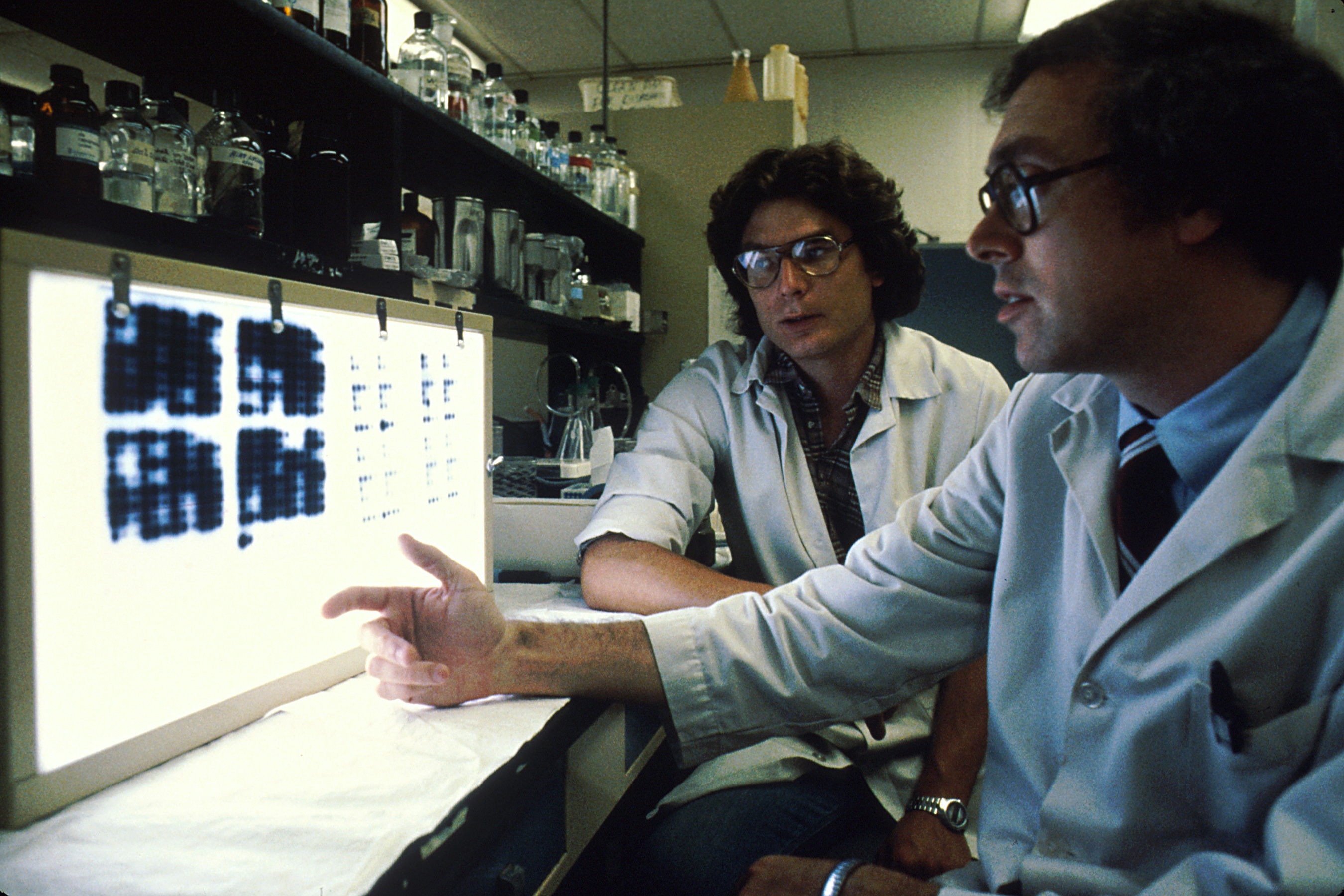
Investigadores examinam diapositivos de culturas celulares que produzem anticorpos monoclonais, no intuito de selecionar os mais promissores.

Em agosto de 2014, não estavam aprovados quaisquer fármacos para o tratamento ou prevenção do ébola e as autoridades de saúde aconselhavam as pessoas a prestar atenção a produtos fraudulentos. A falta de disponibilidade de tratamentos experimentais nas regiões mais afetadas durante o surto de 2014 desencadeou alguma controvérsia, levando a que alguns sectores exigissem que houvesse maior disponibilidade de tratamentos experimentais em África por razões humanitárias, enquanto outros alegavam que tornar disponíveis fármacos experimentais sem eficácia demonstrada não seria ético, sobretudo tendo em consideração que no passado esta região já foi alvo de tratamentos experimentais de farmacêuticas. Em 12 de agosto de 2014, a OMS divulgou uma nota em que afirmava que o uso de tratamentos cuja eficácia ainda não está demonstrada é ético em determinadas situações, num esforço para tratar ou prevenir a doença.
O ZMapp é um fármaco experimental à base de três anticorpos monoclonais. Apesar da pouca disponibilidade, tem sido usado no tratamento de um número reduzido de pessoas infetadas com o vírus ébola. Embora algumas destas pessoas tenham recuperado, os resultados não são considerados significativos em termos estatísticos. No entanto, o ZMapp demonstrou ter elevada eficácia em ensaios clínicos com macacos Rhesus.
O Favipiravir, um antiviral aprovado no Japão para armazenamento de prevenção para pandemias de gripe, aparenta ter alguma eficácia em modelos de ratos de ébola. Os recetores de estrogénio usados no tratamento de infertilidade e cancro da mama (clomifeno e toremifeno) inibem a progressão do vírus de ébola em ratos infetados. 90% dos ratos tratados com clomifeno e 50% dos ratos tratados com toremifeno sobreviveram aos ensaios. Um estudo de 2014 verificou que a amiodarona, um bloqueador dos canais de iões usado no tratamento de arritmias cardíacas, bloqueia in vitro a entrada do vírus de ébola nas células.
Existem outros tratamentos promissores baseados na tecnologia antissenso. Tanto os SiRNA como os oligómeros de morfolino (PMO) que têm como alvo uma proteína do ebolavírus Zaire podem prevenir a doença em primatas não humanos. Um destes fármacos encontra-se atualmente em ensaios clínicos. O TKM-Ebola é um composto de ARN, à data de setembro de 2014 em ensaios clínicos em seres humanos.

### Vacina
Não está atualmente disponível qualquer vacina para seres humanos. Os candidatos mais prováveis são as vacinas de ADN ou vacinas derivadas de adenovírus, do vírus da estomatite vesicular ou de partículas de filovírus, uma vez que estes candidatos são capazes de proteger primatas não humanos da indução de doenças de ébola. Tanto as vacinas de ADN como vacinas de adenovírus ou de vírus de estomatite entraram em ensaios clínicos.
As vacinas têm demonstrado proteger primatas não humanos. A imunização leva aproximadamente seis meses, o que impede o seu uso como medida de controlo de surtos. No intuito de procurar uma vacina que se tornasse eficaz mais rapidamente, em 2003 foi ensaiada em macacos uma vacina que usava um vetor adenoviral com a proteína ébola. Após 28 dias, os animais foram testados com o vírus e demonstraram resistência. Em 2005, uma vacina com base num vetor atenuado de vírus da estomatite vesicular recombinante que transportava a glicoproteína de ébola ou do vírus de Marburg demonstrou proteger primatas não humanos, abrindo as portas para ensaios em seres humanos. Em outubro do mesmo ano finalizou-se o primeiro ensaio em seres humanos, decorrido ao longo de três meses em que se induziu uma resposta imune. Os indivíduos foram examinados ao longo de um ano e, em 2006, iniciou-se um estudo para testar uma vacina de rápida ação e em toma única, completado em 2008. O próximo passo será testar a vacina numa estirpe de ébola mais semelhante àquela que infeta os seres humanos. Em dezembro de 2001 foi anunciado o desenvolvimento bem sucedido de uma vacina contra o ébola em ratos. Ao contrário dos seus antecessores, podia ser congelada e armazenada durante longos períodos de tempo de prevenção para um novo surto. Em 2009, foi usada uma vacina experimental desenvolvida no Laboratório Nacional do Canadá para tratar um cientista alemão que podia ter sido infetado durante um acidente num laboratório. No entanto, não foi possível demonstrar inequivocamente que a infeção por ébola tenha ocorrido. De forma experimental, tem sido usado com algum sucesso um vírus da estomatite vesicular recombinante em modelos de primatas não humanos, enquanto profilaxia pós-exposição. Em setembro de 2014 tiveram início diversos ensaios clínicos de uma vacina experimental conhecida como "vacina NIAID/GSK", desenvolvida em conjunto pela GlaxoSmithKline e pelo National Institutes of Health. É baseada num adenovírus modificado de chimpanzé e, caso os ensaios sejam bem sucedidos, estão a ser preparadas 10 000 doses da vacina para serem rapidamente aplicadas na África Ocidental.

### Transfusão de sangue
O soro de sobreviventes da infeção está atualmente a ser estudado enquanto possibilidade de tratamento eficaz. Durante uma reunião agendada pela OMS, esta investigação foi vista como prioritária. Sete de oito pessoas infetadas com ébola sobreviveram após terem recebido uma transfusão de sangue doada por indivíduos que já tinham sobrevivido à infeção no surto de 1999 na República Democrática do Congo. No entanto, este tratamento só foi iniciado numa fase avançada da doença, o que significa que os indivíduos já poderiam estar a recuperar por si próprios, tendo também recebido tratamento de maior qualidade em relação ao que é comum, pelo que o potencial tratamento é ainda controverso. A administração de imunoglobulina por via intravenosa aparenta oferecer alguma proteção em primatas não humanos expostos a grandes quantidades de ébola.

## História

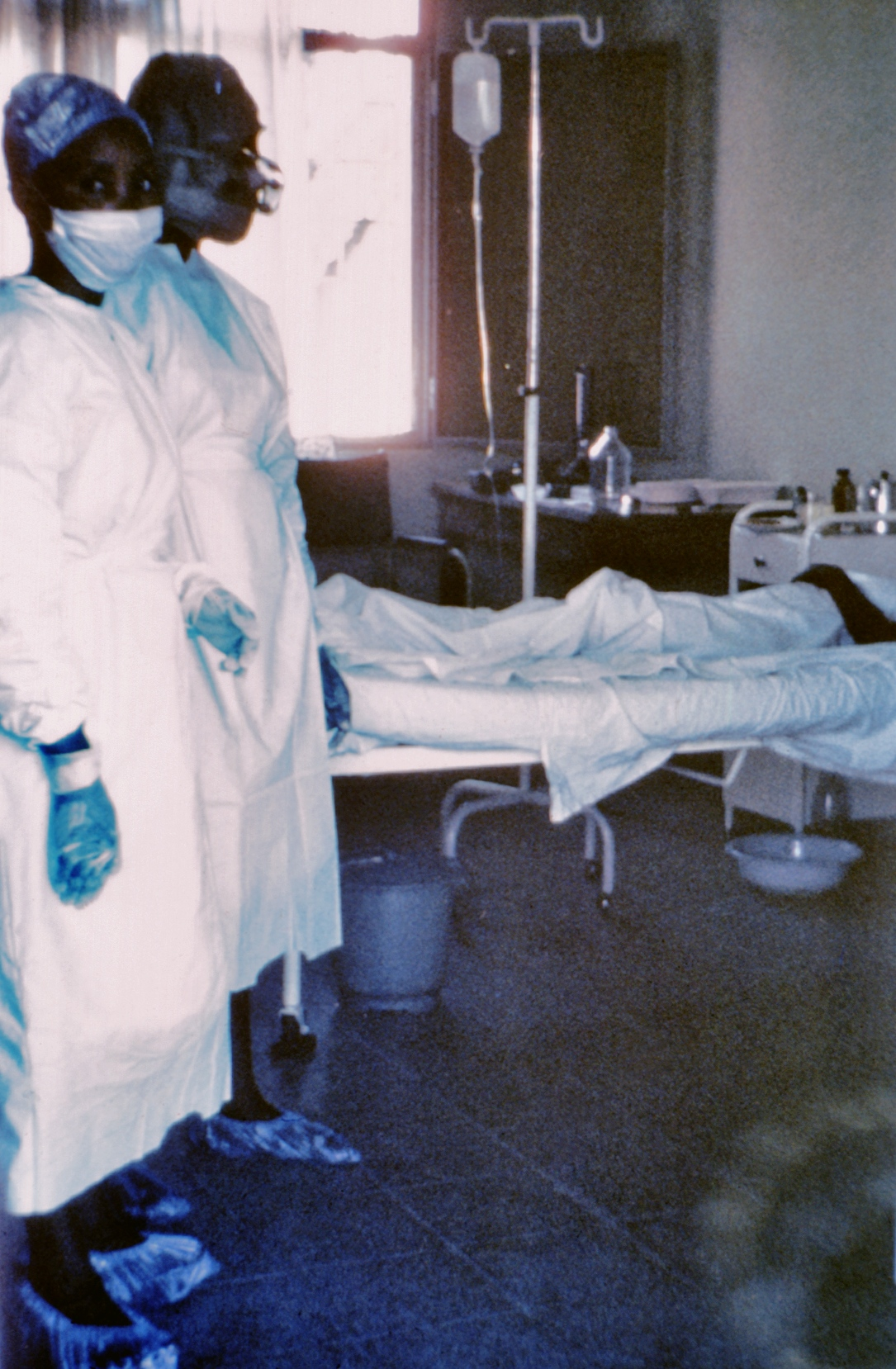
Fotografia de 1976 mostrando duas enfermeiras que estão na frente de Mayinga N'Seka, uma paciente com a DVE; ela morreu poucos dias mais tarde, devido a uma hemorragia interna grave.

### África
O vírus ébola foi isolado pela primeira vez em 1976, durante a epidemia de febre hemorrágica de ébola na República Democrática do Congo (então Zaire) e Sudão do Sul. O nome da doença se origina a partir do primeiro surto registrado em 1976, em Yambuku, na República Democrática do Congo, que fica às margens do rio Ebola.
A Organização Mundial da Saúde (OMS) declarou em 17 de julho de 2019 que o surto de ébola na República Democrática do Congo (RDC), que surgiu em agosto de 2018, é uma emergência internacional.

### Filipinas e Estados Unidos
No final de 1989, a Unidade de Quarentena da Hazelton Research Products em Reston, Virgínia, sofreu um surto misterioso de uma doença fatal (inicialmente diagnosticada como" febre hemorrágica do vírus símio") entre um carregamento de macacos da espécia Macaca fascicularis, importados das Filipinas. O patologista veterinário do Hazelton enviou amostras de tecidos dos animais mortos para o Instituto Médico de Doenças Infecciosas do Exército dos Estados Unidos, em Fort Detrick, Maryland, onde um teste de laboratório conhecido como um ensaio ELISA mostrou anticorpos contra o vírus ébola. Um microscopista de elétrons da instituição descobriu um filovírus com aparência similar à do ébola nas amostras de tecido enviadas de Reston."
Pouco depois, uma equipe do Exército dos Estados Unidos entrou em ação para sacrificar os macacos que ainda não tinham morrido, trazendo esses macacos e aqueles que já tinham morrido por conta da doença para Fort Detrick para estudos dos patologistas, veterinários e virologistas do exército, em condições de segurança.
Amostras de sangue foram retiradas de 178 tratadores de animais durante o incidente. Destes, seis tratadores de animais seroconverteram. No entanto, quando os tratadores acabaram por não ficarem doentes, o CDC concluiu que o vírus tinha uma patogenicidade muito baixa para os seres humanos.
As Filipinas e os Estados Unidos nunca tinham registrado casos anteriores de infecção por ébola, e sobre um maior isolamento, os pesquisadores concluíram que era outra cepa do vírus ébola, ou um novo filovirus de origem asiática, a que deram o nome "Vírus ébola de Reston", por conta do local do incidente.

## Outros animais

### Animais selvagens
Pensa-se que os surtos de ébola entre as populações humanas sejam o resultado do manuseamento de carcaças de animais selvagens infetados. Parte da investigação sugere que um surto em animais selvagens usados para consumo alimentar possam espoletar também um surto em seres humanos. Desde 2003, estes surtos têm sido monitorizados através da vigilância das populações animais, com o intuito de prever e prevenir surtos de ébola humanos.
As carcaças de gorilas que têm sido recuperadas contêm diversas estirpes de ébola, o que sugere múltiplas introduções do vírus. Os corpos decompõem-se rapidamente e as carcaças deixam de ser infeciosas após três ou quatro dias. O contacto entre grupos de gorilas é raro, o que sugere que a transmissão entre grupos de gorilas é pouco provável e que os surtos resultam da transmissão entre o reservatório natural e as populações animais.
O ébola apresenta uma elevada taxa de mortalidade entre os primatas. Por exemplo, é provável que os surtos frequentes de ébola tenham provocado a morte a mais de 5 000 gorilas e tenham sido responsáveis por um declínio observável de 88% entre as populações de chimpanzés no Santuário de Lossi entre 2002 e 2003. A transmissão entre chimpanzés através do consumo de carne constitui um fator de risco significativo, enquanto que o contacto entre indivíduos, por exemplo através do toque, não o é.

### Animais domésticos
O ebolavírus Reston (REBOV) pode ser transmitido para porcos. Este vírus foi descoberto em 1989 durante um surto do que na época se pensou ser um surto de febre hemorrágica símia (SHFV) entre Macaca fascicularis importados das Filipinas, e no qual o vírus infetou porcos. Apesar da sua classificação como organismo de biossegurança de nível 4 e da sua aparente patogenicidade entre macacos, o REBOV não provocou a doença entre os trabalhadores dos laboratórios. Em 2012, demonstrou-se que o vírus pode ser transmitido entre porcos e primatas não humanos sem qualquer contacto, embora o mesmo estudo não tenha demonstrado que possa ocorrer essa forma de transmissão entre primatas. De acordo com a OMS, a limpeza e desinfeção de rotina em quintas de porcos com hipoclorito de sódio, ou outros detergentes, deve ser eficaz na inativação do ebolavírus Reston. Caso se suspeite de um surto, toda a área deve ser posta imediatamente de quarentena. Embora os porcos infetados com REBOV tenham tendência a exibir sintomas da doença, tem-se verificado que os cães podem ser infetados com EBOV e manter-se assintomáticos. Nalgumas partes de África, os cães são necrófagos, ingerindo ocasionalmente animais infetados e corpos humanos.